# Panhard Dyna Z

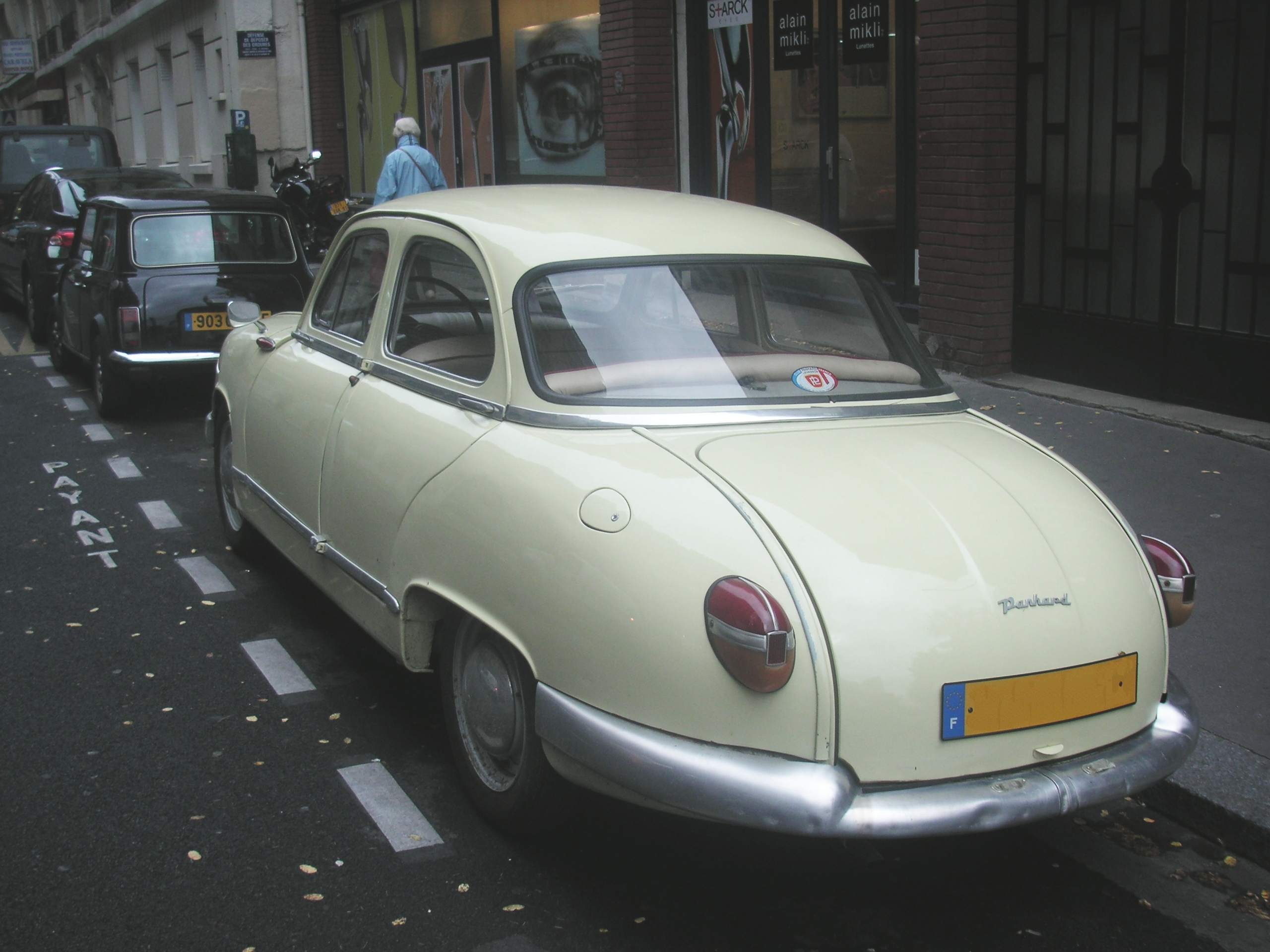
Panhard Dyna Z Limousine

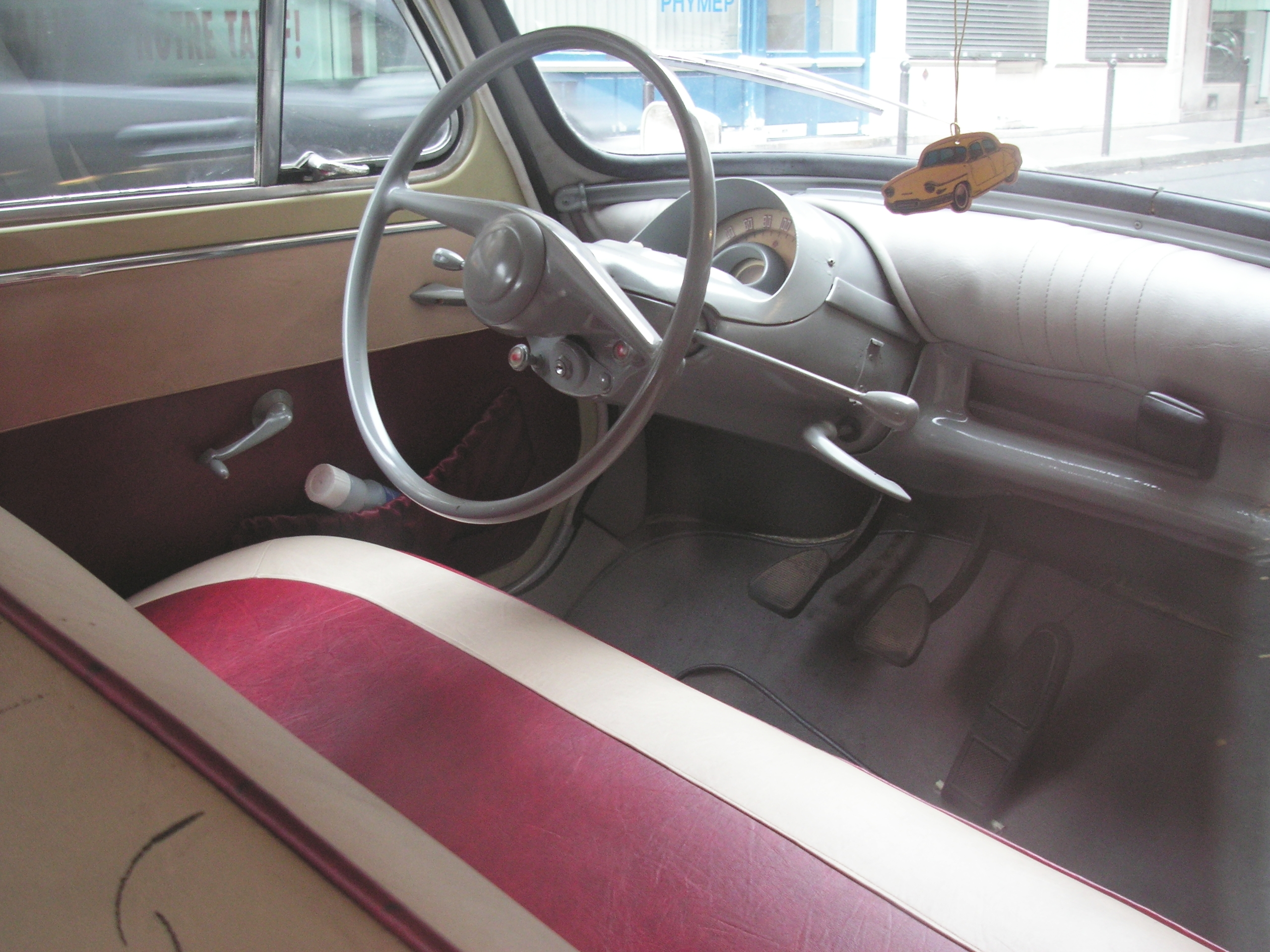
Innenraum

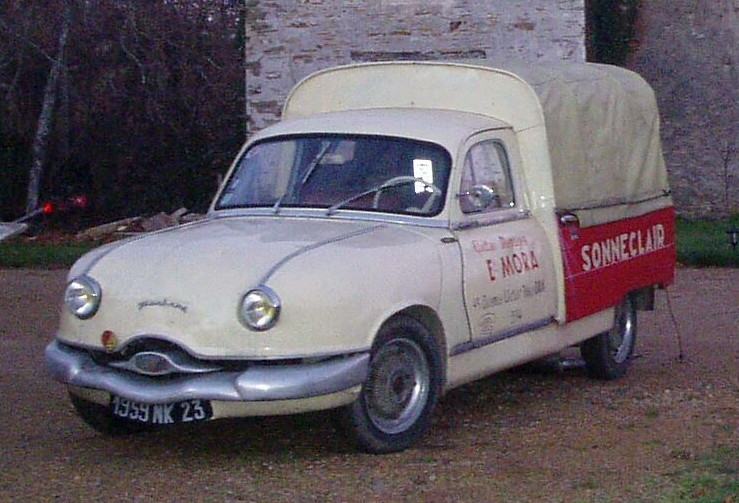
Panhard Dyna Z Commerciale

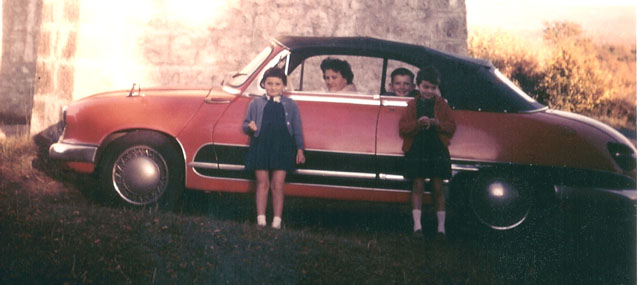
Panhard Dyna Z Cabriolet

Der Dyna Z war ein Pkw der Mittelklasse des französischen Herstellers Panhard. Vom Nachfolger des Modells Dyna X wurden zwischen 1953 und 1960 303.541 Stück gebaut. Dem Dyna Z folgte das Modell PL 17.

## Modellentwicklung
Die Karosserie des Dyna Z bestand wie die seines Vorgängers ursprünglich aus Aluminium und besaß vorne und hinten Hilfsrahmen aus Stahlrohr, die durch Verstärkungen aus Stahlplatten in den Schwellern verbunden waren. Im Laufe des Jahres 1956 wurden die Aluminiumbleche nach und nach durch Stahlblech ersetzt. 1958 bestanden nur noch die Stoßfänger, der Tank, der Kühlmantel des luftgekühlten Motors und die meisten Motor- und Getriebeteile aus Aluminium, das Gesamtgewicht des Wagens blieb jedoch für eine komfortable sechssitzige Limousine immer noch relativ niedrig.
Ihr modernes Design verlieh ihr eine einzigartige Kombination aus gutem Platzangebot, Fahrkomfort, Leistung und Wirtschaftlichkeit bei mäßigem Kaufpreis. Die Zuverlässigkeit ließ jedoch zu wünschen übrig, ebenso litt der Wagen unter starken Motor- und Windgeräuschen. Die Version Tigre hatte einen leistungsgesteigerten Motor mit einem größeren Kühlmantel.

## Modelle
| Modell                     | Bauzeitraum       | Motorbauart         | Hubraum | Steuer-PS (fr.) | Leistung      |
| -------------------------- | ----------------- | ------------------- | ------- | --------------- | ------------- |
| Z1 BL/BLS                  | 12/1953 – 05/1956 | 2-Zyl.-Boxer 4-Takt | 851 cm³ | 5 CV            | 42 PS (31 kW) |
| Z5 BL                      | 01/1956 – 07/1956 | 2-Zyl.-Boxer 4-Takt | 851 cm³ | 5 CV            | 42 PS (31 kW) |
| Z6 BLS                     | 04/1956 – 09/1956 | 2-Zyl.-Boxer 4-Takt | 851 cm³ | 5 CV            | 42 PS (31 kW) |
| Z11 BL Taxi                | 08/1956 – 07/1959 | 2-Zyl.-Boxer 4-Takt | 851 cm³ | 5 CV            | 42 PS (31 kW) |
| Z12 BLS/BGL                | 08/1956 – 10/1958 | 2-Zyl.-Boxer 4-Takt | 851 cm³ | 5 CV            | 42 PS (31 kW) |
| Z16 BGL                    | 07/1958 – 09/1959 | 2-Zyl.-Boxer 4-Takt | 851 cm³ | 5 CV            | 42 PS (31 kW) |
| Z16 BGS Jaeger Tigre       | 02/1959 – 07/1959 | 2-Zyl.-Boxer 4-Takt | 851 cm³ | 5 CV            | 50 PS (37 kW) |
| Z16 BGS Tigre              | 07/1958 – 09/1959 | 2-Zyl.-Boxer 4-Takt | 851 cm³ | 5 CV            | 50 PS (37 kW) |
| Z17 CGS (Cabriolet)        | 10/1958 – 04/1960 | 2-Zyl.-Boxer 4-Takt | 851 cm³ | 5 CV            | 42 PS (31 kW) |
| Z17 CGS Jaeger (Cabriolet) | 02/1959 – 04/1960 | 2-Zyl.-Boxer 4-Takt | 851 cm³ | 5 CV            | 42 PS (31 kW) |
| Z17 CGS Tigre (Cabriolet)  | 03/1959 – 04/1960 | 2-Zyl.-Boxer 4-Takt | 851 cm³ | 5 CV            | 50 PS (37 kW) |
| Z18 BLS                    | 11/1958 – 01/1959 | 2-Zyl.-Boxer 4-Takt | 851 cm³ | 5 CV            | 42 PS (31 kW) |
| D65 (Kombi, Pick-up)       | 10/1958 – 08/1959 | 2-Zyl.-Boxer 4-Takt | 851 cm³ | 5 CV            | 42 PS (31 kW) |
| F65 (Kombi, Pick-up)       | 10/1958 – 08/1959 | 2-Zyl.-Boxer 4-Takt | 851 cm³ | 5 CV            | 42 PS (31 kW) |

## Daten des Modells Dyna Z Tigre (1958)
- Kaufpreis (in den USA): 2000 US-Dollar (der Preis lag auf dem Niveau eines Wagens der unteren Mittelklasse, zwischen dem des Volkswagen Käfer und dem des Peugeot 403).
- Motor: Zweizylinder-Viertakt-Boxermotor mit 851 cm³ Hubraum, Luftkühlung; Ventilfedern als rollengelagerte, konzentrische Torsionsstäbe; Ventilstößel; Kurbelwellen- und Hauptlager als Wälzlager nach „Panhard-Patent“; Sackzylinder mit nicht abnehmbaren Zylinderköpfen aus Aluminium; trockene Zylinderlaufbuchsen; weiche Motorlager, die den rauen Motorlauf des Zweizylinders dämpfen; Radiallüfter am Kurbelwellenende; großer Kühlmantel aus Aluminium mit Kühlrippen.
- Leistung: 50 PS (37 kW) bei 5500/min.
- Antrieb: Frontantrieb. Die Antriebswellen sind konzentrische Rohre mit Gummi-Distanzscheiben, Kardangelenken am Ausgleichsgetriebe und doppelten Kardangelenken (Gleichlaufgelenken) am Rad.
- Getriebe: 4-Gang-Getriebe mit Seilzugschaltung in einem Aluminiumgussgehäuse zusammen mit dem Ausgleichsgetriebe; 2. und 3. Gang synchronisiert; 2. und 4. Gang mit Pfeilverzahnung; Lenkradschaltung. Anders als die meisten Frontantriebswagen mit längs eingebautem Motor hat der Panhard das Getriebe zwischen Motor und Ausgleichsgetriebe eingebaut. Motor, Kupplung, Getriebe und Ausgleichsgetriebe liegen hintereinander. Der Direktantrieb (1:1) wird über den 3. Gang erreicht; der 4. Gang ist als Overdrive ausgelegt.
- Kupplung: Reibungskupplung mit Seilzugbetätigung. In einigen Märkten gab es auch eine Magnetkupplung, die mit Eisenspänen gefüllt war: Wenn die am Gehäuse befestigte Spule unter Strom gesetzt wird, versteifen sich diese Späne und verbinden den an der Kurbelwelle befestigten Kupplungskorb mit der Kupplungsscheibe auf der Getriebeeingangswelle. Die elektrische Energie wird von einer speziellen Doppel-Lichtmaschine erzeugt, wobei eine Wicklung den Strom für die Batterie und das übrige elektrische System liefert und die andere den Strom für die Magnetkupplung. Wenn der Motor über Leerlaufdrehzahl beschleunigt, rückt so langsam die Kupplung ein.
- Leergewicht: 815 kg
- Benzinverbrauch: ca. 6 l / 100 km
- Höchstgeschwindigkeit: 144 km/h
- Lenkung: mit Schnecke, hinter der Vorderradaufhängung, kurze Lenksäule.
- Vorderradaufhängung: zwei Querblattfedern, nach unten gebogen; große Bodenfreiheit. Kein Stabilisator, was in scharf gefahrenen Kurven zum Abheben des kurveninneren Hinterrades führt. Lenkhebel und Lenkwellen drehen sich in Buchsen, die in den Augen der Querblattfedern gelagert sind.
- Hinterradaufhängung: Starrachse an gezogenen Traghebeln, die auf Torsionsstäbe wirken. Die Achse ist ein v-förmiges Rohr zwischen den Hinterrädern, das in der Mitte mit einem Gummilager am Querträger des hinteren Hilfsrahmens befestigt ist. Auf jeder Seite sitzen drei parallele Torsionsstäbe, die auf der Innenseite miteinander verbunden sind. Wie auch bei der Vorderachse fehlt ein Stabilisator.
- Karosserie: aus Stahlblech (bei früheren Modellen: Aluminiumblech), Stromlinienform, vier Türen, geringer Luftwiderstand (Cw-Wert: 0,26) trotz flacher, nicht rahmenbündiger Seitenfenster, Windschutzscheibe und Rückfenster mit Gummidichtung und Regenrinnen.
- Innenraum: sechs Sitzplätze auf zwei Sitzbänken
- Bremsen: Trommelbremsen in den Rädern; geringe Pedalkraft trotz fehlender Bremskraftverstärkung; Bremstrommeln aus Aluminium mit genieteten Stahlbremsflächen (austauschbar); bei späteren Modellen mit Kühlrippen.

## Fahreindrücke
Die Aluminiumtanks sind an den Füllstandgebern häufig undicht. In scharf gefahrenen Kurven bei leerem Kofferraum hebt der Wagen das kurveninnere Hinterrad wie ein Citroën 2CV trotz der Abwärtsbiegung der vorderen Querblattfedern. Dies wurde vermutlich durch die Gewichtsverteilung und die Federraten verursacht. Das Fahrwerk schluckt große Wellen und Löcher. Die Fahrstabilität ist trotz des manchmal angehobenen Hinterrades sehr gut. Die Lenkung ist sehr leichtgängig, obwohl eine Servounterstützung fehlt. Fahrer und Beifahrer rutschen auf den glatten Kunststoffbezügen der Sitzbank herum. Die Heizung ist sehr wirksam. Zum Einlegen des 4. Ganges muss doppelt gekuppelt werden, was aber kein Problem ist, da der 3. Gang als Direktgang ausgelegt ist. Der Rückwärtsgang ist schwer zu finden. Aufgrund der weichen Motorlager ist die Kupplung für ungeübte Fahrer nur mit Schwierigkeiten sanft zu bedienen. Die Bremslichter dienen auch als Rückfahrlichter (da das Zündschloss über die Rückleuchteneinheit überbrückt wird, kann der Wagen somit bei eingelegtem Rückwärtsgang und betätigter Fußbremse ohne Schlüssel gestartet werden!). Der Wagen besitzt kein Lenkradschloss, die (in den USA) unüblichen Bedienelemente machen ihn jedoch relativ diebstahlssicher. Als zusätzliche Sicherheit kann mit einem Hauptschalter (mit einer französischen Abkürzung aus zwei Buchstaben bezeichnet) an der Lenksäule die Verbindung zur Batterie getrennt werden. Wie bei modernen Fahrzeugen des 21. Jahrhunderts werden die Blinker, die Parklichter, das Fernlicht und die Zweitonhupe mit demselben Hebel bedient. Dies sorgt dafür, dass alle diese Funktionen leicht zu finden sind; der Blinker kann jedoch leicht mit dem Fernlicht verwechselt werden. Zum Abschmieren des Fahrzeugs wurde eine komplizierte Hebebühne benötigt, die seinerzeit in den meisten Tankstellen nicht verfügbar war. Das Fahrzeug wird oft als Beispiel für eine aerodynamische Konstruktion genannt. Das Kamm-Heck war damals noch nicht üblich.